# Rosakronad parakit
Rosakronad parakit (Pyrrhura rhodocephala) är en fågel i familjen västpapegojor inom ordningen papegojfåglar.

## Utbredning och systematik
Fågeln förekommer i Anderna i västra Venezuela (Mérida, Táchira och Trujillo). Den behandlas som monotypisk, det vill säga att den inte delas in i några underarter.

## Status
Arten har ett begränsat utbredningsområde, men beståndet anses vara stabilt. IUCN kategoriserar arten som livskraftig.